# Highland Capital Partners
Highland Capital Partners — Міжнародний венчурний фонд, з офісами у Кремнієвій Долині (Менло-Парк, США), Кембридж (Массачусетс, США), Женеві (Швейцарія), Лондоні (Велика Британія) та Шанхай (Китай).